# 中澳粗尾鼠
中澳粗尾鼠，又名中澳白尾鼠，是一種鼠。牠們只分佈在澳洲。

## 保育狀況
其被列為《瀕危野生動植物種國際貿易公約》附錄二的物種，被限制出口及貿易。